# Liste der denkmalgeschützten Objekte in Pill
Die Liste der denkmalgeschützten Objekte in Pill enthält die 7 denkmalgeschützten, unbeweglichen Objekte der Gemeinde Pill.

## Denkmäler
| Foto |                 | Denkmal                                                                                                | Standort                               | Beschreibung | Metadaten |
| ---- | --------------- | --- | -------------------------------------- | --- | --- |
| ja   | Datei hochladen | Pfarrhof HERIS-ID: 87448 Objekt-ID: 101863 TKK: 15655                                                  | Auweg 1 Standort KG: Pill              | Das Gebäude in Würfelform mit einem Pyramidendach entstand um 1800.                                                             | BDA-Hist.: Q37719908 Status: § 2a Stand der BDA-Liste: 2025-06-30 Name: Pfarrhof GstNr.: .218                                                                                         |
| ja   | Datei hochladen | Plankenhof HERIS-ID: 40053 Objekt-ID: 39943 TKK: 15659                                                 | Dorf 6 Standort KG: Pill               | Der viergeschoßige Tannenhof mit Architekturmalerei wurde Anfang des 18. Jahrhunderts als Gutshof der Grafen Tannenberg erbaut. | BDA-Hist.: Q37992489 Status: Bescheid Stand der BDA-Liste: 2025-06-30 Name: Plankenhof GstNr.: 68, 88/1                                                                               |
| ja   | Datei hochladen | Schusterhof/Gemeindeamt HERIS-ID: 40539 Objekt-ID: 40491 TKK: 15656                                    | Dorf 9 Standort KG: Pill               | | BDA-Hist.: Q37995240 Status: Bescheid Stand der BDA-Liste: 2025-06-30 Name: Schusterhof/Gemeindeamt GstNr.: 88/2                                                                      |
| ja   | Datei hochladen | Kath. Pfarrkirche hl. Anna und Friedhof mit Kriegerdenkmal HERIS-ID: 55779 Objekt-ID: 64617 TKK: 16870 | gegenüber Dorf 10 Standort KG: Pill    | Die gotische Kirche von 1516/1518 erhielt barocke Gewölbe und einen barocken Turmaufsatz.                                       | BDA-Hist.: Q22673633 Status: § 2a Stand der BDA-Liste: 2025-06-30 Name: Kath. Pfarrkirche hl. Anna und Friedhof mit Kriegerdenkmal GstNr.: .216, 1648 Saint Anne Church (Pill, Tyrol) |
| ja   | Datei hochladen | Wallfahrtskirche Heiligkreuz HERIS-ID: 55778 Objekt-ID: 64615 TKK: 16405                               | neben Heiligkreuz 24 Standort KG: Pill | Von 1764 bis 1766 wurde ein barocker Zentralbau erbaut.                                                                         | BDA-Hist.: Q22984542 Status: § 2a Stand der BDA-Liste: 2025-06-30 Name: Wallfahrtskirche Heiligkreuz GstNr.: .23/1 Wallfahrtskirche Heiligkreuz, Pill                                 |
| ja   | Datei hochladen | Alpengasthaus Gamsstein HERIS-ID: 13412 Objekt-ID: 9594 TKK: 15684                                     | Loasweg 11 Standort KG: Pill           | | BDA-Hist.: Q38177705 Status: Bescheid Stand der BDA-Liste: 2025-06-30 Name: Alpengasthaus Gamsstein GstNr.: .180                                                                      |
| ja   | Datei hochladen | Kapelle Maria vom Siege am Pillberg HERIS-ID: 87501 Objekt-ID: 101918 TKK: 15645                       | Pillbergstraße 107 Standort KG: Pill   | Die Kapelle wurde 1849 erbaut.                                                                                                  | BDA-Hist.: Q23541692 Status: § 2a Stand der BDA-Liste: 2025-06-30 Name: Kapelle Maria vom Siege am Pillberg GstNr.: .71                                                               |